# Coupe de Suisse de football 2019-2020
Navigation
Édition précédente Édition suivante
La 95e Coupe de Suisse commence le 16 août 2019 et se termine le 12 août 2020. La compétition prend du retard en raison de la pandémie de Covid-19 en Suisse.
La Coupe est finalement remportée par le BSC Young Boys, qui bat en finale le 30 août 2020 le FC Bâle sur le score de 2 buts à 1.

## La formule
64 équipes participent au 1er tour de la Coupe de Suisse. Les dix clubs de la Super League ainsi que les neuf clubs de la Challenge League sont qualifiés d'office pour la Coupe de Suisse. Le FC Vaduz, actif en Challenge League, n'est pas autorisé à jouer, car il participe déjà aux matches de la Coupe du Liechtenstein. Ces 19 clubs sont rejoints par 44 clubs qui proviennent de la Première Ligue (Promotion League & 1re Ligue) ainsi que de la Ligue Amateur et de clubs des associations régionales. Ces derniers doivent se qualifier dans des éliminatoires qui sont disputés au niveau régional. Le vainqueur du Suva Fairplay Trophy est qualifié d'office pour le 1er tour. Les matches de la compétition se jouent à élimination directe.
- 1er tour (1/32 de finale) : les clubs de Super League et de Challenge League sont déterminés et ne se rencontrent pas directement. Les équipes de ligues inférieures ont l'avantage du terrain.

- 2e tour (1/16 de finale) : les équipes de Super League sont déterminées et ne se rencontrent pas directement. Les équipes de ligues inférieures ont l'avantage du terrain.

- 3e tour (1/8 de finale) : il n'y a plus d'équipes déterminées. Les équipes de ligues inférieures ont l'avantage du terrain.

- Dès le 4e tour (1/4 de finale) : il n'y a plus d'équipes déterminées, les premières équipes tirées ont l'avantage du terrain.

## Pandémie de Covid-19 et conséquences
La compétition connaît une longue suspension en raison de la pandémie de Covid-19. La finale de la Coupe se jouant après la date limite de soumission des places européennes des associations nationales auprès de l'UEFA, fixée au 3 août, la place européenne normalement attribuée au vainqueur de la Coupe est réattribuée au 4e du championnat.

## Clubs participants
| Super League (10 clubs) | Challenge League (9 clubs) | Promotion League (9 clubs) | 1re Ligue (10 clubs) | 2e Ligue interrégionale (12 clubs) | Ligues inférieures (14 clubs) |
| --- | --- | --- | --- | --- | --- |
| - FC BâleTT - FC Lucerne - FC Lugano - Neuchâtel Xamax FCS - Servette FC - FC Sion - FC Saint-Gall - FC Thoune - BSC Young Boys - FC Zurich | - FC Aarau - FC Chiasso - GC Zurich - SC Kriens - FC Lausanne-Sport - FC Schaffhouse - FC Stade Lausanne Ouchy - FC Wil - FC Winterthour | - FC Bavois - AC Bellinzone - FC Breitenrain - SC Cham - FC Köniz - FC Rapperswil-Jona - FC Stade nyonnais - FC Wohlen - SC YF Juventus - Yverdon-Sport FC | - FC Bassecourt - FC Bulle - FC Echallens - Olympique de Genève FC - Lancy FC - FC Linth 04 - FC Meyrin - FC Red Star Zurich - FC Wettswil-Bonstetten - FC Wohlen | - FC Allschwil - Signal FC Bernex-Confignon - FC Freienbach - FC Gambarogno-Contone - AS Calcio Kreuzlingen - FC Monthey - FC Muri - FC Olten - FC Rotkreuz - FC Spiez - FC Sursee - AC Taverne | 2e Ligue - FC Altstätten - FC Concordia Bâle - FC Béroche-Gorgier - FC Iliria - FC Mutschellen - FC Perly-Certoux - Pully Football - FC Rothorn - FC Saxon-Sports - FC Schoenberg - FC Seefeld Zurich - FC Uster - FC Wetzikon 4e ligue - FC Escholzmatt-Marbach |

TT = Tenant du titre

## Résultats

### Premier tour
| Équipe 1                  | Résultat        | Équipe 2                |
| ------------------------- | --------------- | ----------------------- |
| 16 août 2019              |                 |                         |
| Étoile Carouge FC         | 0 - 1           | BSC Young Boys          |
| FC Concordia Bâle         | 0 - 5           | FC Lugano               |
| 17 août 2019              |                 |                         |
| FC Red Star Zürich        | 1 - 3           | FC Wil                  |
| SC YF Juventus            | 0 - 3           | FC Winterthour          |
| FC Wetzikon               | 1 - 3           | FC Meyrin               |
| FC Wohlen                 | 2 - 1           | FC Wettswil-Bonstetten  |
| Pully Football            | 1 - 4           | FC BâleTT               |
| FC Seefeld Zürich         | 1 - 9           | GC Zurich               |
| FC Echallens              | 0 - 6           | Servette FC             |
| FC Black Star             | 1 - 2           | FC Zurich               |
| FC Altstätten             | 1 - 3           | FC Bassecourt           |
| FC Rothorn                | 1 - 3 ap        | FC Sursee               |
| AC Taverne                | 1 - 4           | SC Kriens               |
| FC Illiria                | 1 - 6           | FC Lausanne-Sport       |
| FC Allschwil              | 1 - 10          | FC Sion                 |
| FC Bulle                  | 2 - 1 ap        | FC Chiasso              |
| FC Perly-Certoux          | 0 - 5           | FC Stade Lausanne Ouchy |
| FC Saxon Sports           | 2 - 4           | FC Spiez                |
| FC Rotkreuz               | 0 - 2           | FC Freienbach           |
| FC Muri                   | 2 - 3           | FC Rapperswil-Jona      |
| FC Gambarogno-Contone     | 0 - 5           | AC Bellinzone           |
| FC Monthey                | 1 - 4           | FC Saint-Gall           |
| FC Mutschellen            | 0 - 3           | FC Stade nyonnais       |
| 18 août 2019              |                 |                         |
| FC Linth 04               | 3 - 1           | FC Schaffhouse          |
| SC Cham                   | 2 - 2 3 - 5 tab | FC Aarau                |
| FC Béroche-Gorgier        | 1 - 1 6 - 5 tab | FC Olten                |
| Signal FC Bernex-Configon | 0 - 2           | FC Thoune               |
| FC Escholzmatt-Marbach    | 0 - 14          | FC Bavois               |
| FC Schoenberg             | 1 - 5           | Olympique de Genève FC  |
| FC Uster                  | 1 - 3           | Lancy FC                |
| Yverdon-Sport FC          | 1 - 2           | Neuchâtel Xamax FCS     |
| AS Calcio Kreuzlingen     | 0 - 2           | FC Lucerne              |

TT = Tenant du titre

### Seizièmes de finale
| Équipe 1               | Résultat | Équipe 2                |
| ---------------------- | -------- | ----------------------- |
| 13 septembre 2019      |          |                         |
| GC Zurich              | 1 - 0    | Servette FC             |
| FC Winterthour         | 2 - 0    | FC Saint-Gall           |
| 14 septembre 2019      |          |                         |
| FC Spiez               | 0 - 4 ap | FC Linth 04             |
| FC Sursee              | 1 - 2    | FC Bulle                |
| FC Freienbach          | 2 - 11   | BSC Young Boys          |
| Olympique de Genève FC | 1 - 2    | FC Bavois               |
| FC Béroche-Gorgier     | 2 - 1    | Lancy FC                |
| SC Kriens              | 2 - 4    | FC Stade Lausanne Ouchy |
| FC Lausanne-Sport      | 3 - 0    | FC Lugano               |
| FC Meyrin              | 0 - 3    | FC BâleTT               |
| FC Wil                 | 1 - 2    | FC Zurich               |
| 15 septembre 2019      |          |                         |
| FC Stade nyonnais      | 0 - 1    | FC Thoune               |
| AC Bellinzone          | 1 - 2    | Neuchâtel Xamax FCS     |
| FC Bassecourt          | 0 - 3    | FC Rapperswil-Jona      |
| FC Wohlen              | 0 - 4    | FC Lucerne              |
| FC Aarau               | 1 - 2    | FC Sion                 |

TT = Tenant du titre

### Huitièmes de finale
| Équipe 1                | Résultat | Équipe 2            |
| ----------------------- | -------- | ------------------- |
| 29 octobre 2019         |          |                     |
| FC Béroche-Gorgier      | 1 - 7    | FC Bavois           |
| 30 octobre 2019         |          |                     |
| GC Zurich               | 0 - 1    | FC Lucerne          |
| FC Winterthour          | 1 - 0    | FC Thoune           |
| FC Lith 04              | 0 - 2    | FC Sion             |
| BSC Young Boys          | 4 - 0    | FC Zurich           |
| FC Stade Lausanne Ouchy | 1 - 2    | FC BâleTT           |
| 31 octobre 2019         |          |                     |
| FC Bulle                | 2 - 3    | FC Rapperswil-Jona  |
| FC Lausanne-Sport       | 6 - 0    | Neuchâtel Xamax FCS |

TT = Tenant du titre

### Quarts de finale
| 14 juin 2020 | FC Lausanne-Sport          | 2 - 3 a. p. | FC Bâle                        | La Pontaise, Lausanne |                   |
| 16h00        | Zeqiri 72e · Geissmann 73e | (0 - 0)     | 54e 67e Cabral · 105+2e Widmer | Spectateurs : 300     | Spectateurs : 300 |
| 16h00        | Rapport                    |             |                                | Spectateurs : 300     | Spectateurs : 300 |

| 5 août 2020 | FC Winterthour                                    | 4 - 0   | FC Bavois | Utogrund, Zurich  |                   |
| 18h00       | Buess 20e · Pepsi 45+1e · Callà 75e · Mahamid 87e | (2 - 0) |           | Spectateurs : 400 | Spectateurs : 400 |
| 18h00       | Rapport                                           |         |           | Spectateurs : 400 | Spectateurs : 400 |

| 6 août 2020 | FC Lucerne    | 1 - 2 a. p. | BSC Young Boys           | Swissporarena, Lucerne |                     |
| 18h00       | Margiotta 33e | (1 - 1)     | 35e Nsame · 116e Gaudino | Spectateurs : 1 000    | Spectateurs : 1 000 |
| 18h00       | Rapport       |             |                          | Spectateurs : 1 000    | Spectateurs : 1 000 |

| 6 août 2020 | FC Rapperswil-Jona | 1 - 2   | FC Sion                        | Grünfeld (de), Rapperswil-Jona |                     |
| 18h00       | Ferreira 67e       | (0 - 2) | 3e Uldriķis · 22e (pen.) Grgić | Spectateurs : 1 000            | Spectateurs : 1 000 |
| 18h00       | Rapport            |         |                                | Spectateurs : 1 000            | Spectateurs : 1 000 |

### Demi-finales
| 9 août 2020 | BSC Young Boys                           | 3 - 1   | FC Sion      | Stade du Wankdorf, Berne                 |                                          |
| 16h00       | Nsame 72e · Martins 90e · Mambimbi 90+3e | (0 - 0) | 80e Uldriķis | Spectateurs : 600 Arbitrage : Fedayi San | Spectateurs : 600 Arbitrage : Fedayi San |
| 16h00       | Rapport                                  |         |              | Spectateurs : 600 Arbitrage : Fedayi San | Spectateurs : 600 Arbitrage : Fedayi San |

| 25 août 2020 | FC Bâle                                                                  | 6 - 1   | FC Winterthour | Parc Saint-Jacques, Bâle                           |                                                    |
| 20h15        | Stocker 2e · Widmer 5e · van Wolfswinkel 22e 62e · Pululu 51e · Frei 63e | (3 - 1) | 32e Buess      | Spectateurs : 1 000 Arbitrage : Stefan Horisberger | Spectateurs : 1 000 Arbitrage : Stefan Horisberger |
| 20h15        | Rapport                                                                  |         |                | Spectateurs : 1 000 Arbitrage : Stefan Horisberger | Spectateurs : 1 000 Arbitrage : Stefan Horisberger |

### Finale
| 30 août 2020 | FC Bâle      | 1 - 2   | BSC Young Boys            | Stade du Wankdorf, Berne   |                            |
| 17h30        | Alderete 42e | (1 - 0) | 50e Nsame · 89e Spielmann | Arbitrage : Sandro Schärer | Arbitrage : Sandro Schärer |
| 17h30        | Rapport      |         |                           | Arbitrage : Sandro Schärer | Arbitrage : Sandro Schärer |

### Tableau final
|  | Quarts de finale   | Quarts de finale   | Quarts de finale  | Quarts de finale |                |                | Demi-finales       | Demi-finales       | Demi-finales       | Demi-finales       |  |  | Finale            | Finale            | Finale            | Finale            |
|  |                    |                    |                   |                  |                |                |                    |                    |                    |                    |  |  |                   |                   |                   |                   |
|  | La Pontaise        | La Pontaise        | La Pontaise       | La Pontaise      |                |                | Parc Saint-Jacques | Parc Saint-Jacques | Parc Saint-Jacques | Parc Saint-Jacques |  |  | Stade du Wankdorf | Stade du Wankdorf | Stade du Wankdorf | Stade du Wankdorf |
|  | La Pontaise        | La Pontaise        | La Pontaise       | La Pontaise      |                |                | Parc Saint-Jacques | Parc Saint-Jacques | Parc Saint-Jacques | Parc Saint-Jacques |  |  | Stade du Wankdorf | Stade du Wankdorf | Stade du Wankdorf | Stade du Wankdorf |
|  | FC Lausanne-Sport  | FC Lausanne-Sport  | 2                 | 2                |                |                | Parc Saint-Jacques | Parc Saint-Jacques | Parc Saint-Jacques | Parc Saint-Jacques |  |  | Stade du Wankdorf | Stade du Wankdorf | Stade du Wankdorf | Stade du Wankdorf |
|  | FC Lausanne-Sport  | FC Lausanne-Sport  | 2                 | 2                |                |                | Parc Saint-Jacques | Parc Saint-Jacques | Parc Saint-Jacques | Parc Saint-Jacques |  |  | Stade du Wankdorf | Stade du Wankdorf | Stade du Wankdorf | Stade du Wankdorf |
|  | FC BâleTT          | FC BâleTT          | 3ap               | 3ap              |                |                | Parc Saint-Jacques | Parc Saint-Jacques | Parc Saint-Jacques | Parc Saint-Jacques |  |  | Stade du Wankdorf | Stade du Wankdorf | Stade du Wankdorf | Stade du Wankdorf |
|  | FC BâleTT          | FC BâleTT          | 3ap               | 3ap              | FC BâleTT      | FC BâleTT      | 6                  | 6                  |                    |                    |  |  | Stade du Wankdorf | Stade du Wankdorf | Stade du Wankdorf | Stade du Wankdorf |
|  | Utogrund           |                    |                   |                  | FC BâleTT      | FC BâleTT      | 6                  | 6                  |                    |                    |  |  | Stade du Wankdorf | Stade du Wankdorf | Stade du Wankdorf | Stade du Wankdorf |
|  |                    |                    | FC Winterthour    | FC Winterthour   | 1              | 1              |                    |                    |                    |                    |  |  | Stade du Wankdorf | Stade du Wankdorf | Stade du Wankdorf | Stade du Wankdorf |
|  | FC Winterthour     | FC Winterthour     | FC Winterthour    | FC Winterthour   | 1              | 1              | 4                  | 4                  |                    |                    |  |  | Stade du Wankdorf | Stade du Wankdorf | Stade du Wankdorf | Stade du Wankdorf |
|  | FC Winterthour     | FC Winterthour     | Stade du Wankdorf |                  |                |                | 4                  | 4                  |                    |                    |  |  | Stade du Wankdorf | Stade du Wankdorf | Stade du Wankdorf | Stade du Wankdorf |
|  | FC Bavois          | FC Bavois          | 0                 | 0                |                |                |                    |                    |                    |                    |  |  | Stade du Wankdorf | Stade du Wankdorf | Stade du Wankdorf | Stade du Wankdorf |
|  | FC Bavois          | FC Bavois          | 0                 | 0                | FC BâleTT      | FC BâleTT      | 1                  | 1                  |                    |                    |  |  |                   |                   |                   |                   |
|  | Swissporarena      |                    |                   |                  | FC BâleTT      | FC BâleTT      | 1                  | 1                  |                    |                    |  |  |                   |                   |                   |                   |
|  |                    |                    | BSC Young Boys    | BSC Young Boys   | 2              | 2              |                    |                    |                    |                    |  |  |                   |                   |                   |                   |
|  | FC Lucerne         | FC Lucerne         | BSC Young Boys    | BSC Young Boys   | 2              | 2              | 1                  | 1                  |                    |                    |  |  |                   |                   |                   |                   |
|  | FC Lucerne         | FC Lucerne         |                   |                  |                |                |                    |                    |                    |                    |  |  |                   |                   |                   |                   |
|  | BSC Young Boys     | BSC Young Boys     | 2                 | 2                |                |                |                    |                    |                    |                    |  |  |                   |                   |                   |                   |
|  | BSC Young Boys     | BSC Young Boys     | 2                 | 2                | BSC Young Boys | BSC Young Boys | 3                  | 3                  |                    |                    |  |  |                   |                   |                   |                   |
|  | Grünfeld           |                    |                   |                  | BSC Young Boys | BSC Young Boys | 3                  | 3                  |                    |                    |  |  |                   |                   |                   |                   |
|  |                    |                    | FC Sion           | FC Sion          | 1              | 1              |                    |                    |                    |                    |  |  |                   |                   |                   |                   |
|  | FC Rapperswil-Jona | FC Rapperswil-Jona | FC Sion           | FC Sion          | 1              | 1              | 1                  | 1                  |                    |                    |  |  |                   |                   |                   |                   |
|  | FC Rapperswil-Jona | FC Rapperswil-Jona |                   |                  |                |                |                    | 1                  |                    |                    |  |  |                   |                   |                   |                   |
|  | FC Sion            | FC Sion            | 2ap               | 2ap              |                |                |                    |                    |                    |                    |  |  |                   |                   |                   |                   |
|  | FC Sion            | FC Sion            | 2ap               | 2ap              |                |                |                    |                    |                    |                    |  |  |                   |                   |                   |                   |
|  |                    |                    |                   |                  |                |                |                    |                    |                    |                    |  |  |                   |                   |                   |                   |

( ) = Tirs au but; ap = Après prolongation

## Synthèse

### Nombre d'équipes par division et par tour
| Ligue / Tour            | Premier tour | Seizièmes de finale | Huitièmes de finale | Quarts de finale | Demi-finales | Finale |       |
| ----------------------- | ------------ | ------------------- | ------------------- | ---------------- | ------------ | ------ | ----- |
| Super League            | 10           | 10                  | 7                   | 4                | 3            | 2      |       |
| Challenge League        | 9            | 7                   | 4                   | 2                | 1            | Aucun  |       |
| Promotion League        | 9            | 4                   | 2                   | 2                | Aucun        | Aucun  |       |
| 1re Ligue               | 10           | 7                   | 2                   | Aucun            | Aucun        | Aucun  | Aucun |
| 2e Ligue interrégionale | 12           | 3                   | Aucun               | Aucun            | Aucun        | Aucun  |       |
| 2e Ligue                | 13           | 1                   | 1                   | Aucun            | Aucun        | Aucun  | Aucun |
| 3e Ligue                | 0            | Aucun               | Aucun               | Aucun            | Aucun        | Aucun  |       |
| 4e Ligue                | 1            | Aucun               | Aucun               | Aucun            | Aucun        | Aucun  |       |
| Total                   | 64           | 32                  | 16                  | 8                | 4            | 2      |       |